# Ceruletida
A ceruletida (DCI), também conhecida como ceruleína ou caeruleína, é um oligopeptídeo de dez aminoácidos que estimula o músculo liso e aumenta as secreções digestivas. A ceruletida é semelhante em ação e composição à colecistocinina. Estimula a secreção gástrica, biliar e pancreática; e certos músculos lisos. É usado no íleo paralítico e como auxílio diagnóstico no mau funcionamento do pâncreas. É usado para induzir pancreatite em modelos animais experimentais.

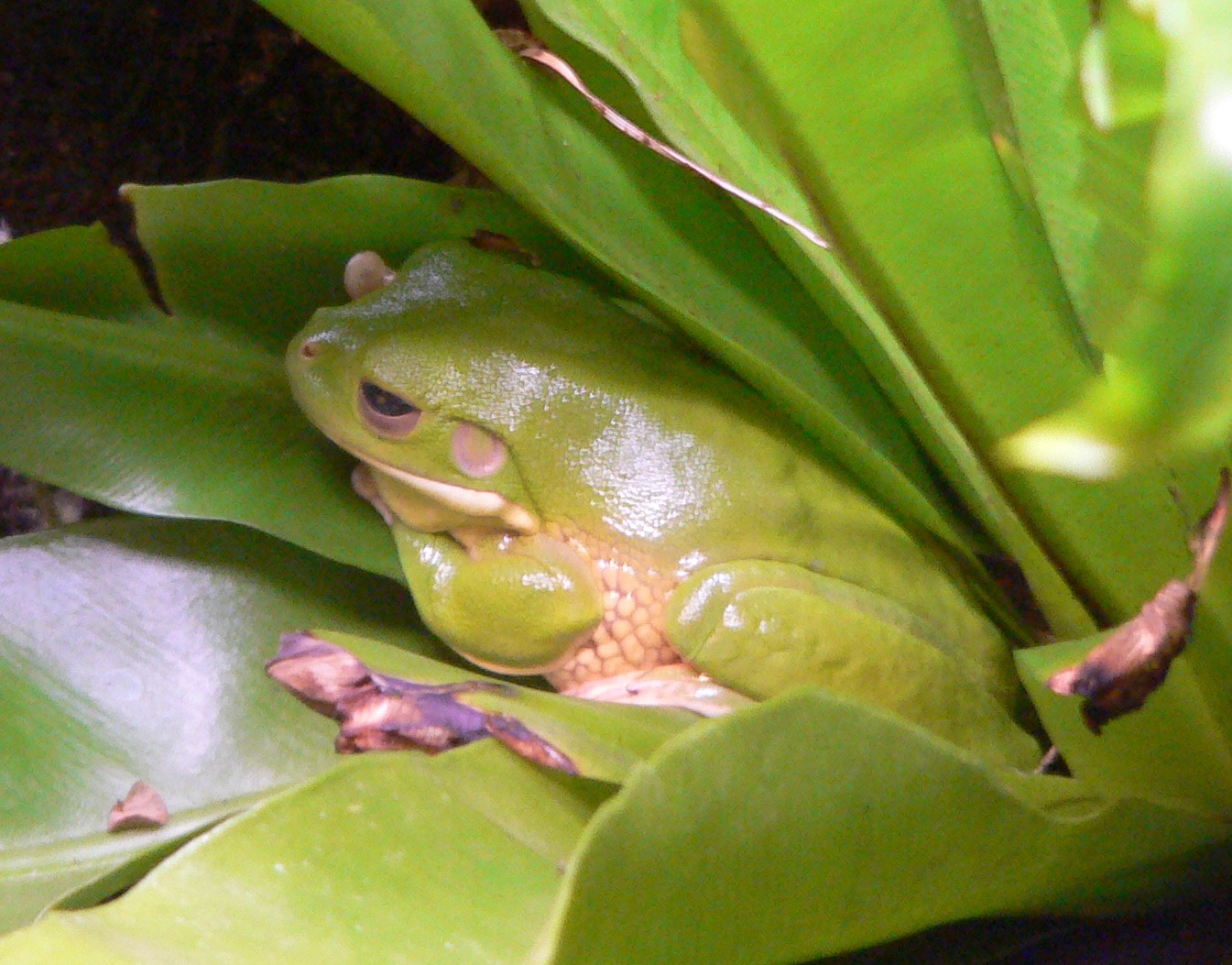
A perereca Ranoidea caerulea, anteriormente chamada Hyla caerulae

A ceruletida foi descoberta e sua estrutura elucidada em 1967 por cientistas australianos e italianos a partir de peles secas da rã-arborícola-de-white (Ranoidea caerulea, anteriormente Hyla caerulea). A sua sequência de aminoácidos é Pglu-Gln-Asp-Tyr[SO3H]-Thr-Gly-Trp-Met-Asp-Phe-NH2.

## Indução de pancreatite
A ceruletida regula positivamente as proteínas da molécula de adesão intercelular 1 das células acinares pancreáticas (ICAM-1) através da regulação positiva intracelular de NF-κB. A superfície ICAM-1, por sua vez, promove a adesão de neutrófilos às células acinares, aumentando a inflamação pancreática. Além de promover a reação das células inflamatórias às células acinares, a ceruletida induz a pancreatite por meio da desregulação da produção de enzimas digestivas e vacuolização citoplasmática, levando à morte das células acinares e edema pancreático. A ceruletida também ativa a NADPH oxidase, uma fonte de espécies reativas de oxigênio que contribuem para a inflamação, bem como o transdutor Janus quinase/sinal, outro indutor de inflamação.